# Beltenebros
Pour plus de détails, voir Fiche technique et Distribution.
Beltenebros est un film espagnol réalisé par Pilar Miró, sorti en 1991.

## Fiche technique
- Titre : Beltenebros
- Réalisation : Pilar Miró
- Scénario : Pilar Miró, Mario Camus et Juan Antonio Porto d'après le roman d'Antonio Muñoz Molina
- Photographie : Javier Aguirresarobe
- Montage : José Luis Matesanz
- Musique : José Nieto
- Pays d'origine : Espagne
- Format : Couleurs - Dolby
- Genre : thriller
- Durée : 109 minutes
- Date de sortie : 1991

## Distribution
- Terence Stamp : Darman
- Patsy Kensit : Rebeca
- José Luis Gómez : Ugarte / Valdivia
- Geraldine James : Rebeca Osorio
- Simón Andreu : Andrade
- Aleksander Bardini : Bernal
- John McEnery : Walter
- Bernice Stegers : Esposa de Darman
- Mercedes Sampietro : Rebeca Osorio (voix)
- Agnieszka Wagner